# Nesticella yui
Espèce
Nesticella yui est une espèce d'araignées aranéomorphes de la famille des Nesticidae.

## Distribution
Cette espèce se rencontre en Chine au Yunnan et au Laos,.

## Description
Le mâle décrit par Grall et Jäger en 2016 mesure 2,00 mm et la femelle 2,40 mm.

## Publication originale
- Wunderlich & Song, 1995 : Four new spider species of the families Anapidae, Linyphiidae and Nesticidae from a tropical rain forest area of SW-China. Beiträge zur Araneologie, vol. 4,: p. 343-351.